# Pammakaristos
La iglesia de Pammakaristos, también conocida como iglesia de la Bienaventurada Madre de Dios (Theotokos Pamakaristos), denominada posteriormente mezquita de la Conquista (en turco: Fethiye Camii) y hoy día en parte museo, es una de las iglesias bizantinas más famosas de Estambul (Turquía). El paraclesion —la capilla lateral anexa— constituye una de los ejemplos más sobresalientes de la arquitectura del tiempo de los emperadores Paleólogos y conserva la mayor cantidad de mosaicos bizantinos en Estambul después de Santa Sofía y la iglesia de San Salvador de Chora.

## Ubicación
El conjunto se encuentra en el barrio de Çarşamba del distrito de Fatih, dentro de las murallas de la Constantinopla antigua, y se asoma al Cuerno de Oro.

## Historia

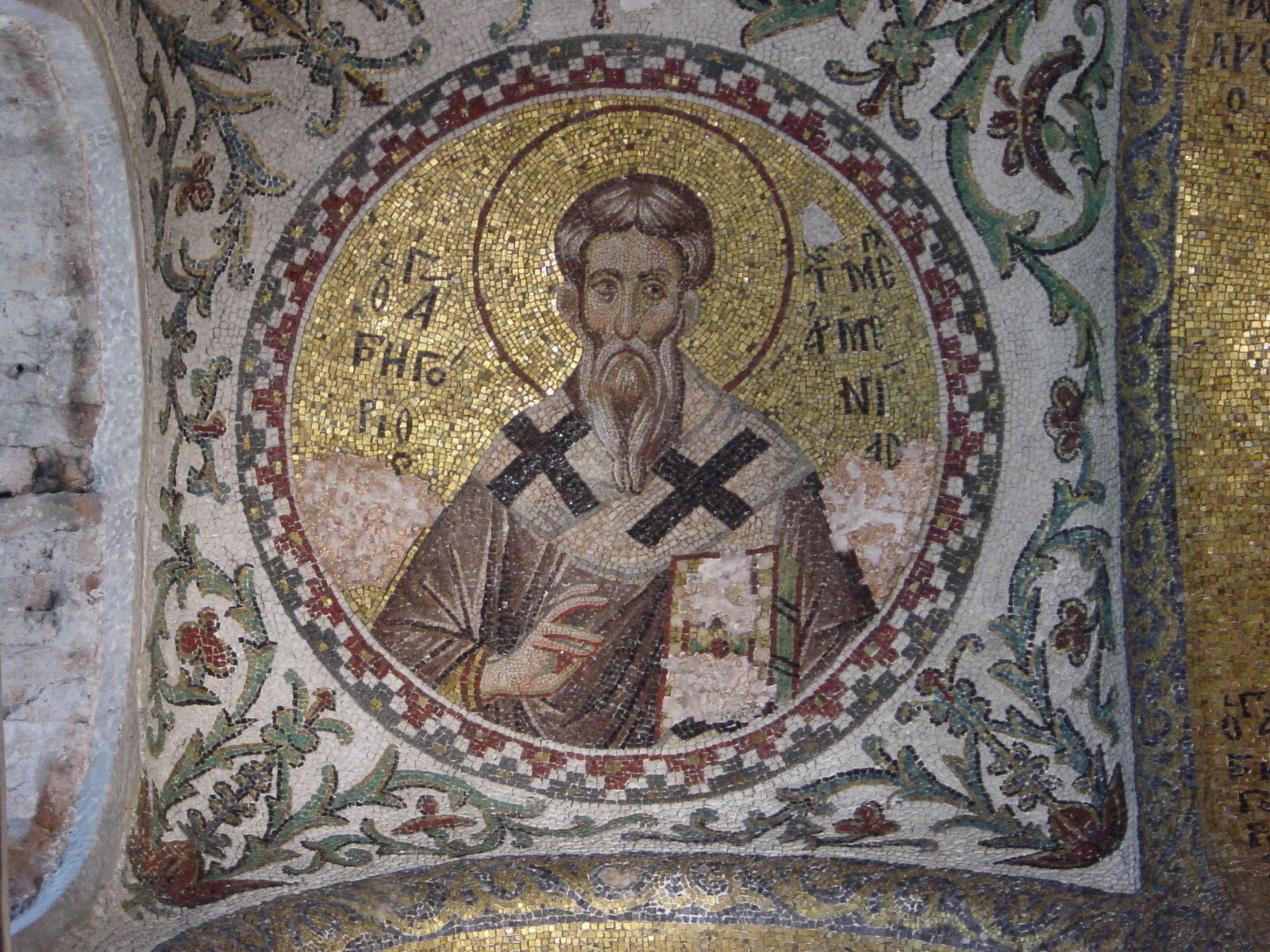
Imagen de San Gregorio.

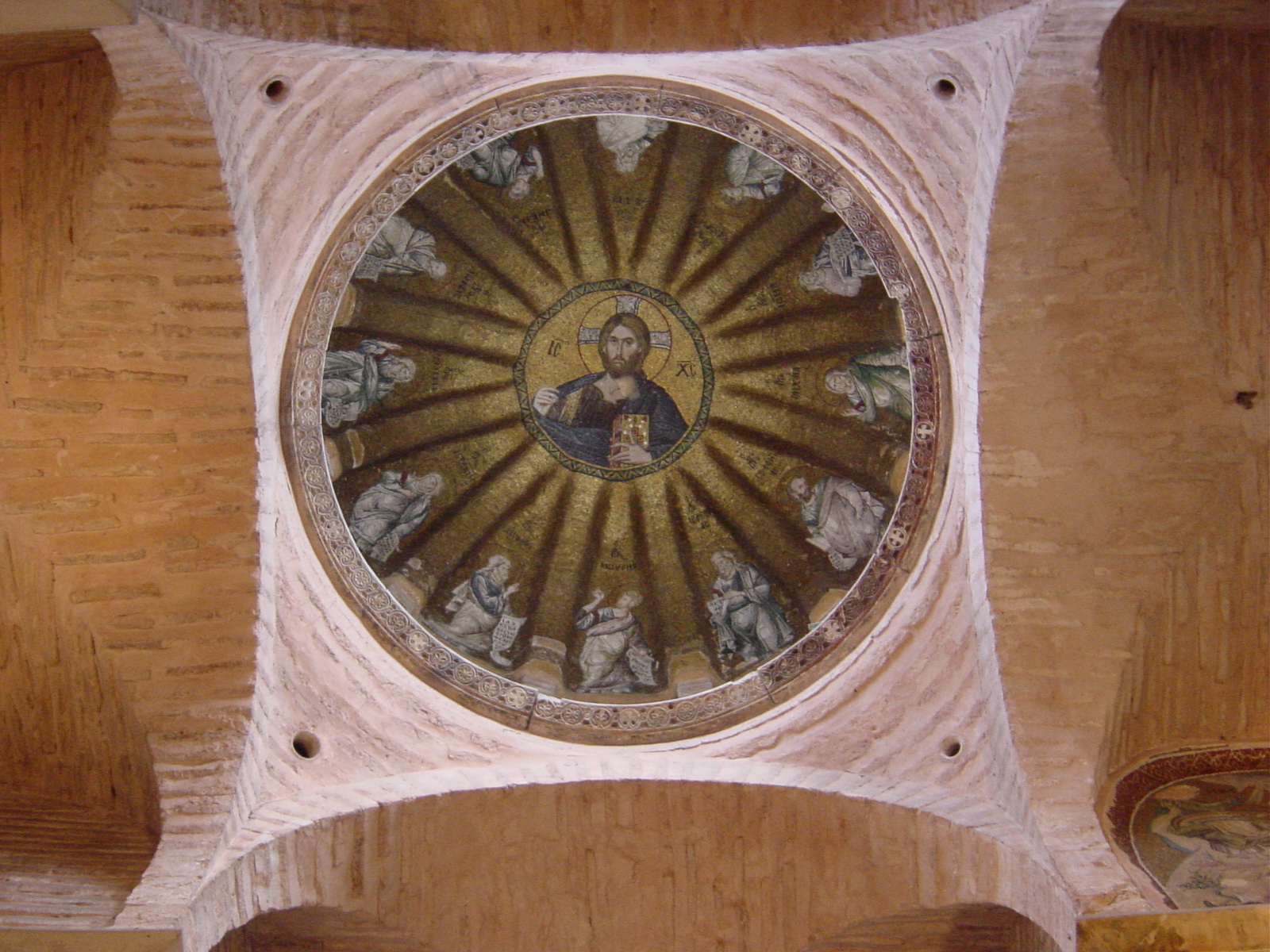
Vista de la cúpula central del parekklesion con Cristo Pantocrátor rodeado de los profetas del Antiguo Testamento.

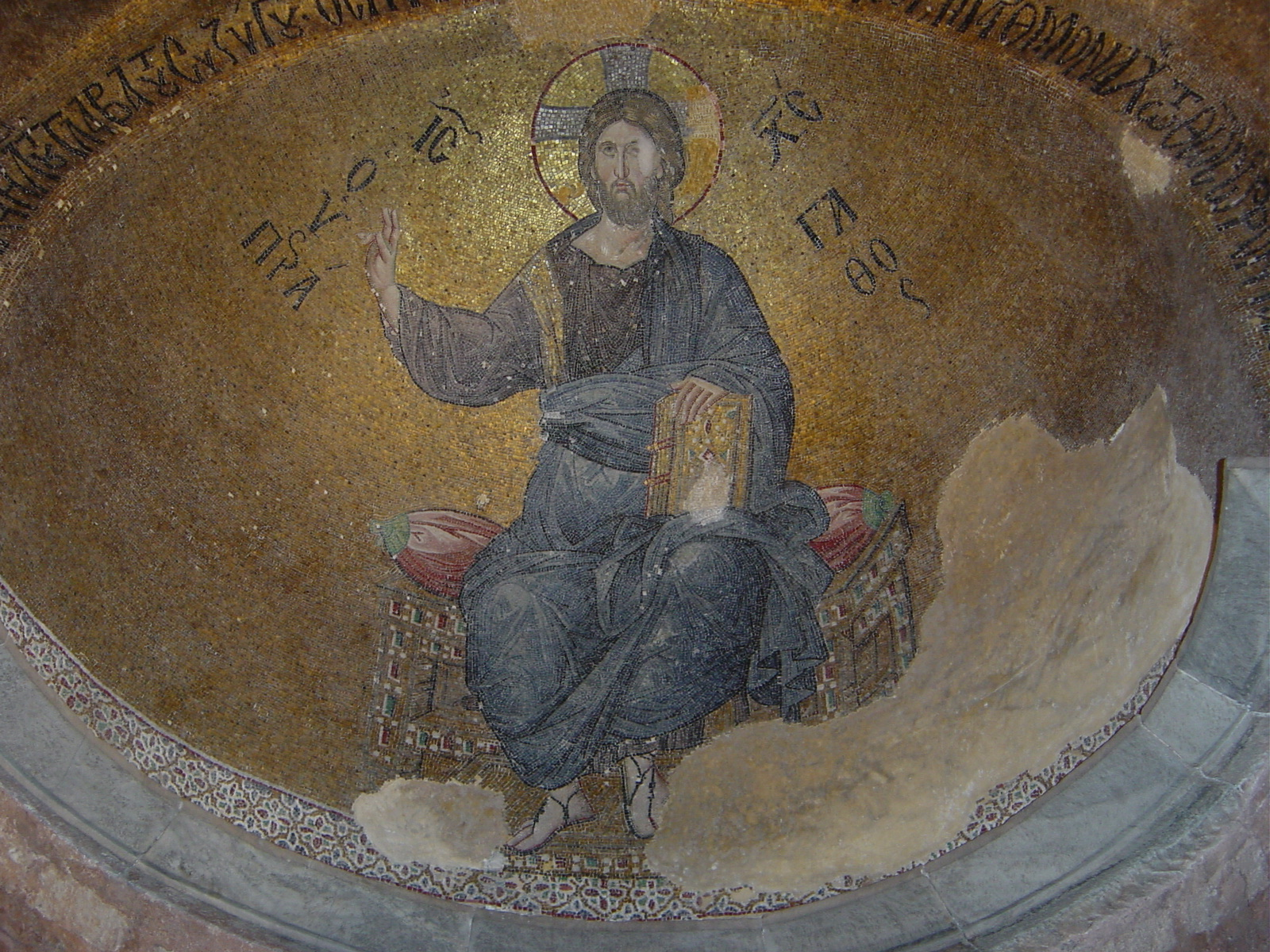
Mosaico de Cristo.

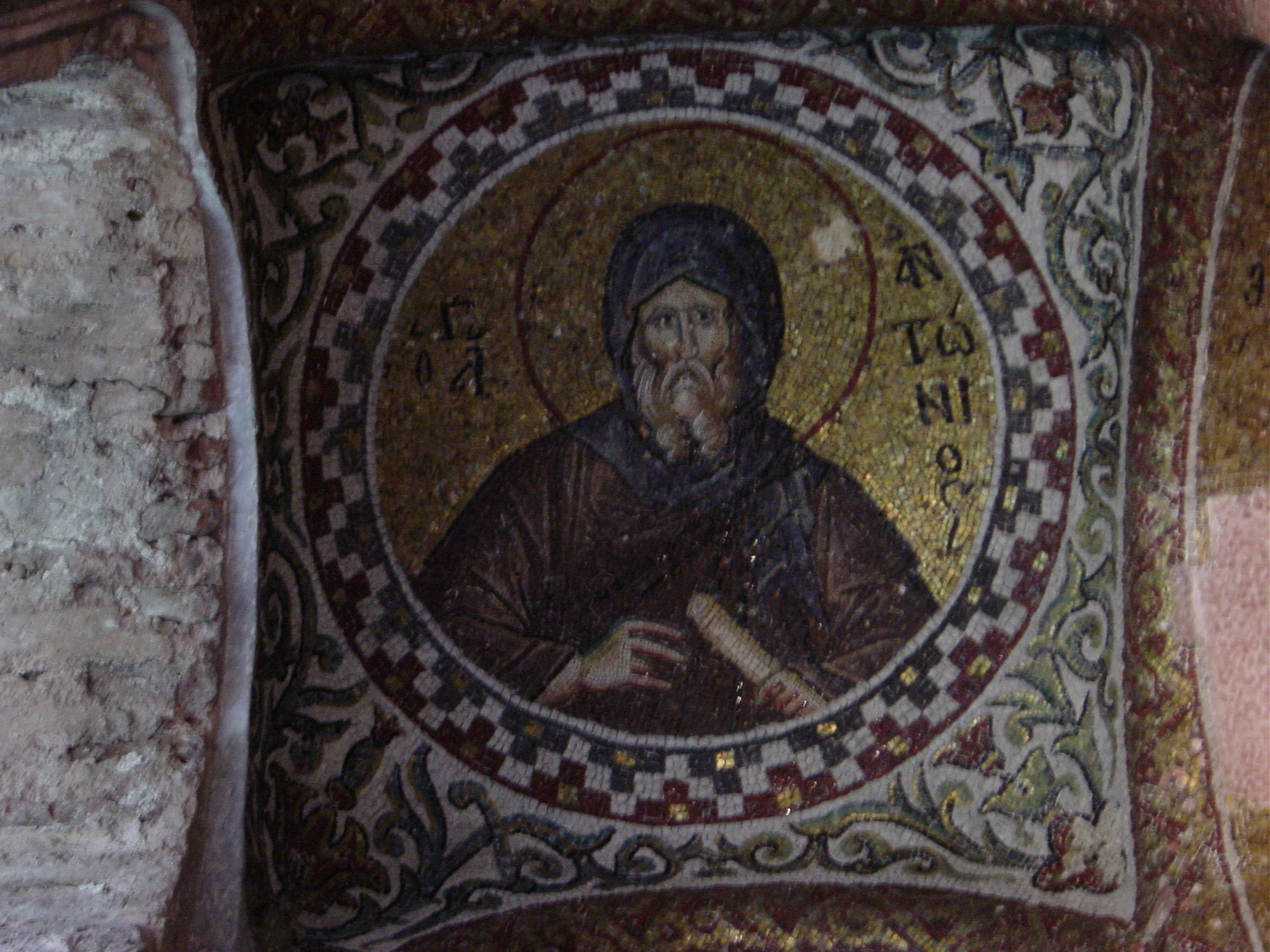
Mosaico de San Antonio.

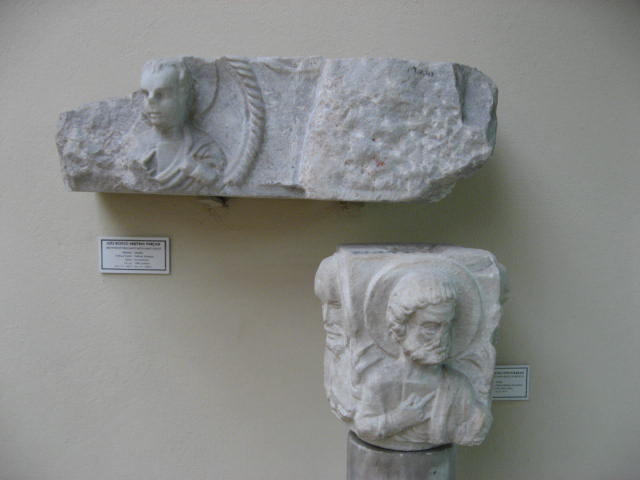
Fragmentos de la iglesia en el museo arqueológico de Estambul.

La mayoría de los estudiosos coinciden en que la iglesia fue construida entre los siglos XI y XII. Muchos historiadores y arqueólogos consideran que la estructura original del templo puede atribuirse a Miguel VII Ducas (1071-1078), mientras que otros retrotraen su fundación al período de los emperadores Comneno. Incluso se ha sugerido la existencia de una iglesia anterior, del siglo VIII. 
En tiempo de los primeros emperadores Paleólogos se añadió por el lado sur un paraclesion o capilla lateral dedicado a Cristo el Verbo (Christos ho Logos). El pequeño santuario fue erigido poco después del año 1310 por Martha Glabas en recuerdo de su difunto esposo, Miguel Tarchaniotes Glabas, general y protostrator del emperador Andrónico II Paleólogo. Una elegante inscripción dedicada a Cristo, escrita por el poeta Manuel Files, recorre el interior y el exterior de la capilla.
La iglesia principal también fue reformada en esa época, tal como muestra el examen del templón.
Tras la caída de Constantinopla (1453), la sede del patriarca de Constantinopla se trasladó inicialmente a la iglesia de los Santos Apóstoles y después en 1456 a la iglesia de Pammakaristos, que fue sede patriarcal hasta 1587.
Cinco años después, el sultán otomano Murad III convirtió la iglesia en mezquita y le cambió el nombre en recuerdo de su conquista (Fetih, en turco, y de ahí el nombre de Fethiye Camii) de Georgia y Azerbaiyán. La mayor parte de los muros interiores fueron derribados para crear una sala de oración más espaciosa, acorde con las necesidades del culto musulmán.
El complejo cayó en un estado de abandono hasta que en 1949 fue restaurado con ayuda del Byzantine Institute of America y el centro de estudios bizantinos de Dumbarton Oaks y devuelto a su esplendor original. El edificio principal continúa sirviendo como mezquita, mientras que el parekklesion se convirtió en un museo.

## Arquitectura y decoración
El edificio original era una iglesia de una nave principal, con dos deambulatorios laterales, tres ábsides y un nártex en el lado occidental. La construcción es típica de la época de los Commenos.
La conversión de la iglesia en mezquita conllevó una importante transformación del edificio. Los arcos que conectaban la nave principal con los deambulatorios fueron sustituidos por arcadas más anchas para dar mayor amplitud a la nave. Los tres ábsides fueron derribados y en su lugar se construyó al lado oriental un espacio abovedado, en posición oblicua con relación al eje de orientación del edificio.
El paraclesion constituye la edificación más hermosa de su época en Constantinopla. Es típica su planta de cruz inscrita en un cuadrado con cinco cúpulas, pero la proporción entre las dimensiones vertical y horizontal es mucho mayor de lo habitual (si bien no tanto como en las iglesias bizantinas construidas contemporáneamente en los Balcanes).
El revestimiento interior de mármol ha desaparecido en su mayor parte, pero se conservan los restos restaurados de mosaicos bizantinos, que constituyen una importante fuente para el conocimiento del arte bizantino tardío, aunque no sean tan variados ni su estado de conservación tan bueno como los de la iglesia de Chora.
Bajo la cúpula principal se encuentra una representación del Cristo Pantocrátor rodeado de profetas del Antiguo Testamento (Moisés, Jeremías, Sofonías, Miqueas, Joel, Zacarías , Abdías, Habacuc, Jonás, Malaquías, Ezequiel e Isaías). En el ábside se muestra el Cristo Hyperagathos (Misericordioso) junto a la Virgen María y san Juan Bautista. Al lado derecho de la cúpula se encuentra intacta la representación del bautismo de Cristo.